# عدنة (الطويلة)

تعديل مصدري - تعديل

عدنة هي إحدى قرى عزلة لاعة بمديرية الطويلة التابعة لمحافظة المحويت، بلغ تعداد سكانها 59 نسمة حسب تعداد اليمن لعام 2004.